# تیم ملی فوتسال پرتغال
تیم ملی فوتسال پرتغال نماینده پرتغال در مسابقات بین‌المللی فوتسال مانند جام جهانی فوتسال و مسابقات قهرمانی اروپا است و زیر نظر فدراسیون فوتبال پرتغال قرار دارد.